# Lambe-olhos

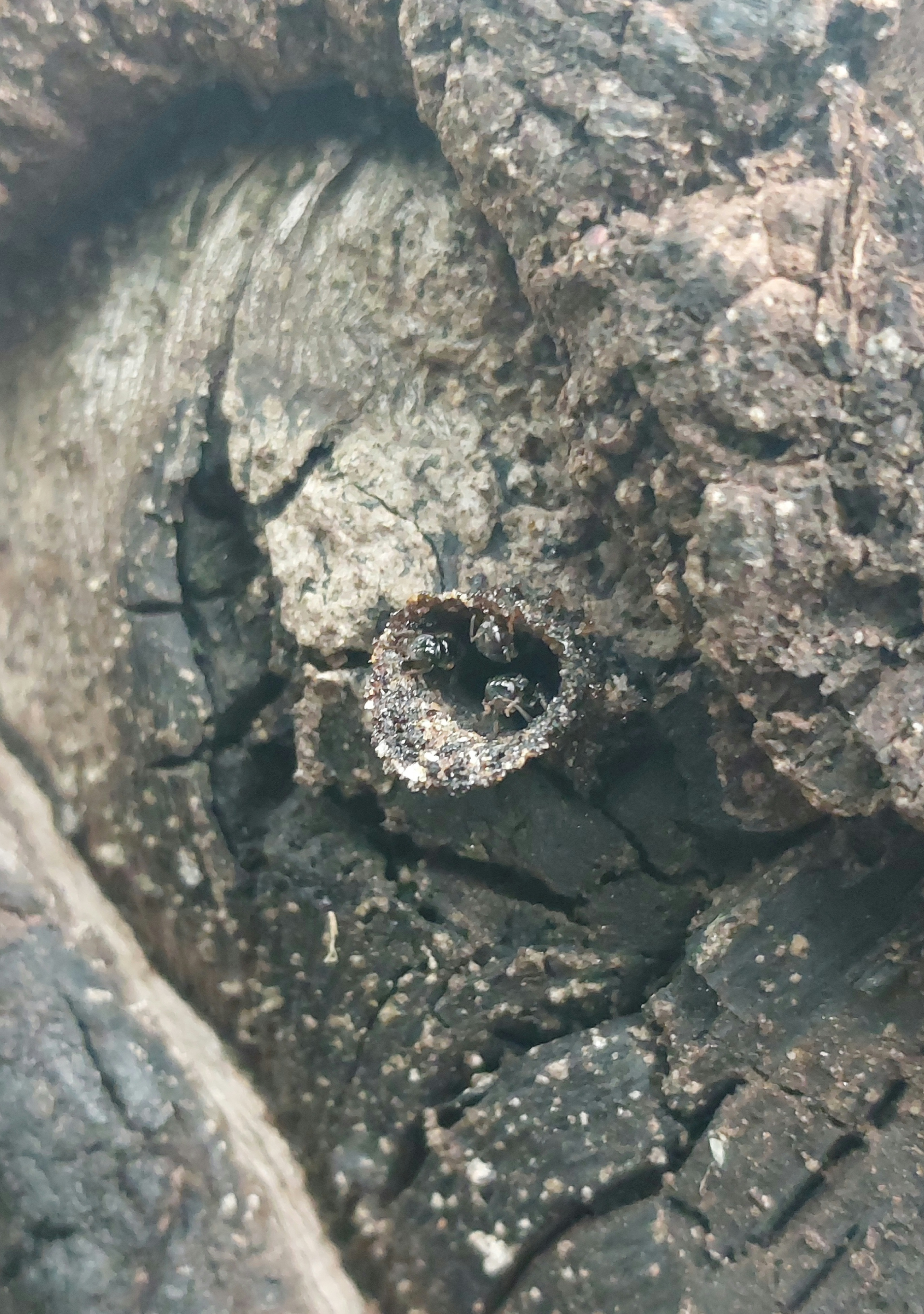
Entrada de uma colmeia de abelha Lambe olhos

Leurotrigona muelleri, também chamada de lambeolhos (ou lambe-olhos, lambeolho), é uma abelha social, da tribo dos meliponíneos, brasileira.

## Nomes vernáculos
- Warázu[2]: ðeti-óro
- Kanoê[3]: emiã
- Rikbaktsa[4]: mekmekzatsa
- Mỹky[5]: ikiisi
- Proto-Chapacura[6]: *totʃik